# 56e cérémonie des New York Film Critics Circle Awards
La 56e cérémonie des New York Film Critics Circle Awards, décernés par le New York Film Critics Circle, a eu lieu le 13 janvier 1991, et a récompensé les films réalisés l'année précédente.

## Palmarès

### Meilleur film
- Les Affranchis (Goodfellas)
  - Mr. & Mrs. Bridge
  - Les Arnaqueurs (The Grifters)
  - Le Mystère von Bülow (Reversal of Fortune)

### Meilleur réalisateur
- Martin Scorsese pour Les Affranchis (Goodfellas)
  - Bernardo Bertolucci pour Un thé au Sahara (The Sheltering Sky)
  - Barbet Schroeder pour Le Mystère von Bülow (Reversal of Fortune)

### Meilleur acteur
- Robert De Niro pour Les Affranchis (Goodfellas) et L'Éveil (Awakenings)
  - Jeremy Irons pour Le Mystère von Bülow (Reversal of Fortune)
  - Danny Glover pour To Sleep with Anger

### Meilleure actrice
- Joanne Woodward pour Mr. & Mrs. Bridge
  - Anjelica Huston pour Les Arnaqueurs (The Grifters)
  - Kathy Bates pour le rôle de Annie Wilkes dans Misery

### Meilleur acteur dans un second rôle
- Bruce Davison pour Un compagnon de longue date (Longtime Companion)
  - Joe Pesci pour Les Affranchis (Goodfellas)
  - John Turturro pour Miller's Crossing

### Meilleure actrice dans un second rôle
- Jennifer Jason Leigh pour Le Flic de Miami (Miami Blues), Last Exit to Brooklyn
  - Joan Plowright pour dans Avalon
  - Lorraine Bracco pour Les Affranchis (Goodfellas)

### Meilleur scénario
- Mr. & Mrs. Bridge – Ruth Prawer Jhabvala
  - Rambling Rose – Whit Stillman
  - To Sleep with Anger – Charles Burnett

### Meilleure photographie
- Un thé au Sahara (The Sheltering Sky) – Vittorio Storaro
  - Les Affranchis (Goodfellas) – Michael Ballhaus
  - Le Cuisinier, le voleur, sa femme et son amant (The Cook, the Thief, His Wife and Her Lover) – Sacha Vierny
  - Edward aux mains d'argent (Edward Scissorhands) – Stefan Czapsky

### Meilleur film en langue étrangère
- Das schreckliche Mädchen •  Allemagne
  - Cyrano de Bergerac •  France
  - Cinema Paradiso (Nuovo cinema Paradiso) •  Italie

### Meilleur nouveau réalisateur
- Whit Stillman pour Metropolitan
  - Jane Campion pour Sweetie
  - John McNaughton pour Henry, portrait d'un serial killer (Henry: Portrait of a Serial Killer)